# Ola Elizabeth Winslow
Ola Elizabeth Winslow (* 5. Januar 1885 in Grant City, Missouri; † 27. September 1977 in Damariscotta, Maine) war eine US-amerikanische Literaturwissenschaftlerin, Hochschullehrerin und Biografin.

## Leben
Ola Elizabeth Winslow war die Tochter von William D. Winslow (1844–1905) und Hattie Colby Winslow (1862–1952). Sie erhielt 1906 ihren Bachelor an der Stanford University und arbeitete anschließend einige Jahre als Englischlehrerin an Mädchenschulen, bevor sie 1914 ihren Master, ebenfalls in Stanford, machte. 1922 promovierte sie mit ihrer Arbeit Low Comedy as Structural Element in English Drama from the Beginnings to 1642 an der University of Chicago. Bereits während dieser Zeit war sie von 1914 bis 1944 Englischprofessorin am Goucher College in Baltimore, Maryland. Anschließend war sie Englischprofessorin von 1944 bis 1950 am Wellesley College, wonach sie emeritierte.
Während dieser Zeit veröffentlichte mehrere Bücher, darunter einige historische Biografin. Über den US-amerikanischen Prediger Jonathan Edwards veröffentlichte sie 1940 Jonathan Edwards, 1703–1758, womit sie ein Jahr später den Pulitzer-Preis für die Beste Biografie erhielt.
Am 27. September 1977 verstarb Winslow im Alter von 92 Jahren. Sie war nie verheiratet und hatte keine Kinder.

## Werk
- Jonathan Edwards, 1703–1758 (1940)
- Meetinghouse Hill, 1630–1783 (1952)
- Master Roger Williams (1957)
- John Bunyan (1961)
- Samuel Sewall of Boston (1964)
- Portsmouth, the Life of a Town (1966)
- Jonathan Edwards, Basic Writings (1966)
- John Eliot: Apostle to the Indians (1968)
- “And Plead for the Rights of All”: Old South Church in Boston, 1669–1969 (1970)
- A Destroying Angel: The Conquest of Smallpox in Colonial Boston (1974)